# Runbook
Dans un système informatique ou un réseau, un runbook, retranscrit littéralement dossier d'exploitation, est une compilation systématique des procédures et des opérations que l'administrateur ou l'opérateur du système effectue. Les runbooks sont souvent utilisés dans les technologies de l'information dans les sociétés commerciales et dans les centres d'opération de réseau comme une référence pour les administrateurs systèmes. Les runbooks peuvent être soit électroniques, soit en forme de document papier. Typiquement, un runbook contient les procédures pour commencer, arrêter et surveiller le système. Il peut également contenir des descriptions pour le traitement de demandes spéciales et des éventualités. Un runbook efficace permet aux opérateurs ayant une expertise préalable, de gérer et procéder à un troubleshooting du système. Grâce à l'automatisation du runbook, ces processus peuvent être effectués en utilisant des outils de logiciel d'une manière prédéterminée.
Les runbooks sont généralement créés par les meilleurs fournisseurs des services de management. Ils comprennent des procédures pour tous les scénarios prévus et, en général, étape par étape, les arbres de décision déterminent la ligne de conduite efficace donnant un scénario particulier.

## Run Book Automation
Run Book Automation (RBA) est la possibilité de définir, construire, orchestrer, gérer et rendre compte des workflows du système de soutien et des processus d'exploitation du réseau. Un processus d'un runbook peut traverser toutes les disciplines de gestion et peut interagir avec tous les types d'éléments de l'infrastructure, tels que les applications, la base de données et le matériel.
Selon Gartner, la croissance de Run Book Automation a coïncidé avec la nécessité pour les cadres des opérations TI de livrer et prouver l'efficacité des opérations informatiques plus élevées, y compris la réduction du temps moyen jusqu'à la réparation, ce qui augmente le temps moyen entre pannes et automatise le approvisionnement des TI des ressources. En outre, il est nécessaire d'avoir des mécanismes pour mettre en œuvre les meilleures pratiques (par exemple, mettre en œuvre et gérer des processus informatiques d'opérations en ligne avec IT d'ITIL), d'augmenter l'efficacité du personnel informatique (par exemple, automatiser les tâches répétitives associées au TI du processus d'exploitation), et d'avoir les outils pour bien faire rendre compte de la façon dont les processus sont exécutés en conformité avec les politiques établies et les niveaux de service.